# Mistrzostwa Polski w Judo 1995
39. edycja Mistrzostw Polski w judo odbyła się w dniach 2 - 4 czerwca 1995 roku w Gdańsku.

## Medaliści 39. mistrzostw Polski

### Kobiety
| Konkurencja: | Złoto:                                  | Srebro:                                    | Brąz:                                                                      |
| 48 kg        | Małgorzata Roszkowska Gwardia Białystok | Jolanta Wojnarowicz AZS Opole              | Barbara Krzywda Żak Kielce Dorota Wota Gwardia Koszalin                    |
| 52 kg        | Ewa Larysa Krause Gwardia Koszalin      | Barbara Gdańska Gwardia Bielsko-Biała      | Ewa Końska AZS Uniwersytet Warszawski Joanna Urbańska Pałac Młodzieży Łódź |
| 56 kg        | Beata Kucharzewska AZS Opole            | Kinga Jurek KSZO Ostrowiec Świętokrzyski   | Anita Kubica AZS Wrocław Aneta Przybysz VIS Skierniewice                   |
| 61 kg        | Irena Tokarz AZS Opole                  | Aneta Szczepańska WTJ Włocławek            | Aneta Arak Yawara Warszawa Joanna Żyła Zatoka Braniewo                     |
| 66 kg        | Agata Mróz AZS Opole                    | Beata Wolska Olimpia Grudziądz             | Adriana Dadci AZS-AWF Gdańsk Jolanta Lewczuk AZS Opole                     |
| 72 kg        | Anna Koroza AZS Łódź                    | Monika Świątkiewicz AZS Opole              | Małgorzata Bassa Gwardia Warszawa Iwona Handzlik Gwardia Bielsko-Biała     |
| +72 kg       | Beata Maksymow KS Koka Jastrzębie       | Marta Kołodziejczyk OSiR Targówek Warszawa | Małgorzata Górnicka AZS Wrocław Monika Mencel AZS Wrocław                  |
| open         | Beata Maksymow KS Koka Jastrzębie       | Małgorzata Bassa Gwardia Warszawa          | Katarzyna Śmistek AZS Wrocław Irena Tokarz AZS Opole                       |

### mężczyźni
| Konkurencja: | Złoto:                                           | Srebro:                         | Brąz:                                                                      |
| 60 kg        | Piotr Kamrowski Policyjny Klub Sportowy Katowice | Bogdan Przystasz Wisła Kraków   | Artur Brzeziński AZS-AWF Warszawa Arkadiusz Wieczorek Czarni Bytom         |
| 65 kg        | Jarosław Lewak Gwardia Warszawa                  | Tomasz Wojdan Wisła Kraków      | Mirosław Błachnio Gwardia Warszawa Robert Trędowski OSiR Targówek Warszawa |
| 71 kg        | Marek Krajewski Gwardia Olsztyn                  | Rafał Kozielewski Śląsk Wrocław | Adam Poździk Flota Gdynia Krzysztof Wojdan Wisła Kraków                    |
| 78 kg        | Bronisław Wołkowicz AZS Gliwice                  | Zbigniew Kamiński Flota Gdynia  | Cezary Kozłowski AZS-AWF Warszawa Jarosław Lewandowski WTJ Włocławek       |
| 86 kg        | Paweł Korycki WTJ Włocławek                      | Grzegorz Lech Wisła Kraków      | Artur Kejza Polonia Rybnik Robert Lubaszka Gwardia Warszawa                |
| 95 kg        | Paweł Nastula AZS-AWF Warszawa                   | Maciej Zwarycz Wybrzeże Gdańsk  | Wincenty Kender AZS Gliwice Jacek Szmatloch Czarni Bytom                   |
| +95 kg       | Rafał Kubacki Śląsk Wrocław                      | Tomasz Tybuś Wybrzeże Gdańsk    | Jacek Czarkowski Flota Gdynia Jacek Gemza AZS Gliwice                      |
| open         | Rafał Kubacki Śląsk Wrocław                      | Wojciech Gędzik Wisła Kraków    | Paweł Nastula AZS-AWF Warszawa Marek Pituła Czarni Bytom                   |